# Martti Lappalainen
Martti Eemil Lappalainen (ur. 11 kwietnia 1902 w Ruokolahti, zm. 6 października 1941 w Mäntysova) – fiński biegacz narciarski i żołnierz, dwukrotny medalista mistrzostw świata.

## Kariera
Lappalainen był sierżantem w 2 Pułku Artylerii Armii Fińskiej. Miał wziąć udział w patrolu wojskowym podczas igrzysk olimpijskich w Chamonix w 1924 roku, jednak w ostatniej chwili został zastąpiony. Cztery lata później, na igrzyskach olimpijskich w Sankt Moritz zajął siódme miejsce w biegu na 18 km, a na dystansie 50 km był dziewiąty. Igrzyska olimpijskie w Lake Placid w 1932 roku były ostatnimi w jego karierze. W swoim najlepszym starcie, w biegu na 18 km zajął czwarte miejsce, przegrywając walkę o brązowy medal ze swoim rodakiem Velim Saarinenem.
W 1926 roku wystartował na mistrzostwach świata w Lahti zajmując szóste miejsce w biegu na 30 km techniką klasyczną. Cztery lata później, podczas mistrzostw świata w Oslo był szósty w biegu na 17 km oraz czwarty na dystansie 50 km, gdzie w pojedynku o podium lepszy okazał się również reprezentujący Finlandię Adiel Paananen. Największy sukces w swojej karierze osiągnął na mistrzostwach świata w Sollefteå w 1934 roku, gdzie wspólnie z Sulo Nurmelą, Klaesem Karppinenem i Velim Saarinenem zdobył złoty medal w sztafecie 4 × 10 km. Na tych samych mistrzostwach wywalczył ponadto brązowy medal w biegu na 18 km stylem klasycznym, ulegając jedynie dwóm kolegom z reprezentacji: zwycięzcy Sulo Nurmeli oraz drugiemu na mecie Saarinenowi. Wziął także udział w mistrzostwach świata w Lahti w 1938 roku zajmując 39. miejsce w biegu na 50 km stylem klasycznym.
Lappalainen był mistrzem Finlandii w biegu na 10 km w latach 1929, 1930 i 1931, a w 1927 roku zdobył srebrny medal. W 1928 roku wygrał bieg na 50 km podczas zawodów Holmenkollen Ski Festival, a rok później był najlepszy na tym samym dystansie podczas zawodów Salpausselän Kisat.
Zginął 6 października 1941 w walkach z Armią Czerwoną podczas wojny kontynuacyjnej w miejscowości Mäntysova we wschodniej Karelii.
Jego brat Tauno Lappalainen również reprezentował Finlandię w biegach narciarskich.

## Osiągnięcia

### Igrzyska olimpijskie
| Miejsce | Dzień     | Rok  | Miejscowość  | Konkurencja             | Wynik   | Strata | Zwycięzca            |
| ------- | --------- | ---- | ------------ | ----------------------- | ------- | ------ | -------------------- |
| 9.      | 14 lutego | 1928 | Sankt Moritz | 50 km stylem klasycznym | 4:52:03 | +38:06 | Per-Erik Hedlund     |
| 7.      | 17 lutego | 1928 | Sankt Moritz | 18 km stylem klasycznym | 1:37:01 | +4:58  | Johan Grøttumsbråten |
| 4.      | 10 lutego | 1932 | Lake Placid  | 18 km stylem klasycznym | 1:23:07 | +3:24  | Sven Utterström      |
| DNF     | 13 lutego | 1932 | Lake Placid  | 50 km stylem klasycznym | 4:28:00 | -      | Veli Saarinen        |

### Mistrzostwa świata
| Miejsce | Dzień     | Rok  | Miejscowość | Konkurencja             | Czas biegu | Strata     | Zwycięzca        |
| ------- | --------- | ---- | ----------- | ----------------------- | ---------- | ---------- | ---------------- |
| 6.      | 4 lutego  | 1926 | Lahti       | 30 km stylem klasycznym | 2:20:55    | +13:59     | Matti Raivio     |
| 6.      | 28 lutego | 1930 | Oslo        | 17 km stylem klasycznym | 1:19:58    | +1:54      | Arne Rustadstuen |
| 4.      | 1 marca   | 1930 | Oslo        | 50 km stylem klasycznym | 3:53:14    | +6:36      | Sven Utterström  |
| 3.      | 22 lutego | 1934 | Sollefteå   | 18 km stylem klasycznym | 1:04:29    | +1:39      | Sulo Nurmela     |
| 13.     | 24 lutego | 1934 | Sollefteå   | 50 km stylem klasycznym | 4:06:43    | +10:43     | Elis Wiklund     |
| 1.      | 25 lutego | 1934 | Sollefteå   | Sztafeta 4 × 10 km      | 2:40:28    | -          | -                |
| 39.     | 27 lutego | 1938 | Lahti       | 50 stylem klasycznym    | 4:06:09 h  | +31:01 min | Kalle Jalkanen   |